# Nils Roer
Nils Roer född 15 november 1914 i Skien, död 12 september 2003 i Oslo, deltog som topograf i Norsk-brittisk-svenska Antarktisexpeditionen (Maudheimexpeditionen) 1949-52.
Nils Roer utexaminerades vid Statens Skogskole i Kongsberg 1936 och tog kandidatexamen vid Norges Landbrukshøgskole (NLH) 1940. Han arbetade sedan som lantmätare i Sør-Trøndelag fylke 1940 och Buskerud fylke 1941-42. Från 1943 var han anställd vid Norges Geografiske Oppmåling. Under 1945-46 deltog han i kartläggningen av brända platser i Finnmark fylke. Han hade utbildning i fotogrammetri i Zürich tekniska högskola.
Under Maudheimexpeditionen svarade Roer för kartläggningsarbete och deltog i de långa expeditionerna med snövesslor och hundslädar samt med flygfotografering under de tider man disponerade flygplan.
Roer erhöll liksom övriga expeditionsdeltagare Maudheimmedaljen och det 2083 meter höga berget Roerkulten (Mount Roer) på Drottning Mauds land är uppkallat efter honom liksom den närliggande isplatån Nilsevidda (Nils Plain).